# Loudon County
Das Loudon County ist ein County im Bundesstaat Tennessee der Vereinigten Staaten. Das U.S. Census Bureau hat bei der Volkszählung 2020 eine Einwohnerzahl von 54.886 ermittelt. Der Verwaltungssitz (County Seat) ist Loudon.

## Geographie
Das County liegt im Osten von Tennessee, ist etwa 65 km von North Carolina entfernt und hat eine Fläche von 641 Quadratkilometern, wovon 48 Quadratkilometer Wasserfläche sind. Es grenzt im Uhrzeigersinn an folgende Countys: Knox County, Blount County, Monroe County, McMinn County und Roane County.

## Geschichte
Das Loudon County wurde am 2. Juni 1870 aus Teilen des Blount County, Monroe County und des Roane County gebildet und trug erst den Namen Christiana. Am 7. 1870 erfolgte die Umbenennung auf den heutigen Namen. Der Name erinnert an John Campbell, dem 4. Earl of Loudoun und Gouverneur der Kolonie Virginia in der Zeit von 1756 bis 1759.

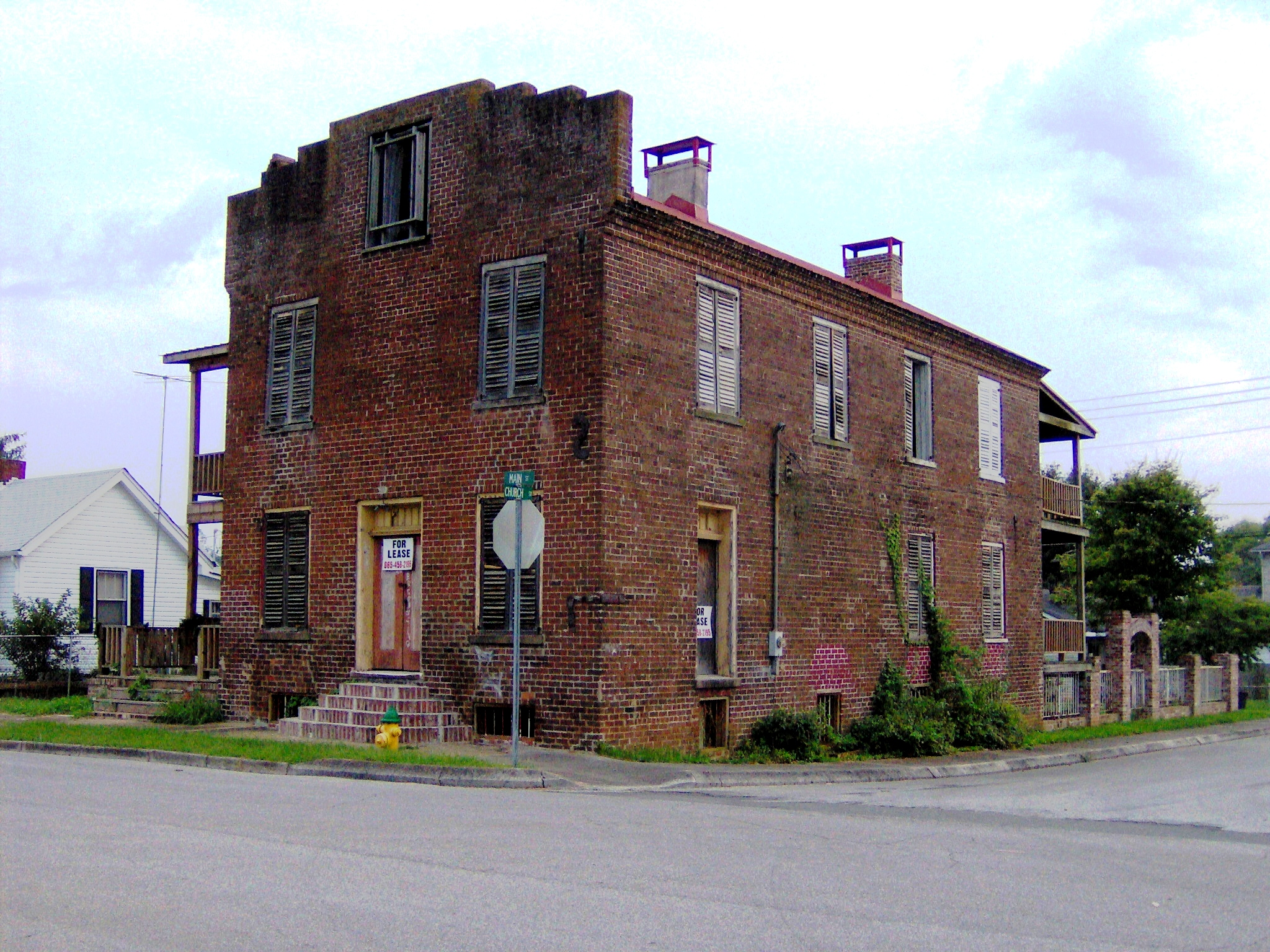
Das Blair’s Ferry Storehouse ist einer von 21 Einträgen des Countys im NRHP.

21 Bauwerke und Stätten des Countys sind im National Register of Historic Places (NRHP) eingetragen (Stand 23. August 2018).

## Demografische Daten

Alterspyramide Loudon County

Nach der Volkszählung im Jahr 2000 lebten im Loudon County 39.086 Menschen in 15.944 Haushalten und 11.798 Familien. Die Bevölkerungsdichte betrug 66 Einwohner pro Quadratkilometer. Ethnisch betrachtet setzte sich die Bevölkerung zusammen aus 95,90 Prozent Weißen, 1,14 Prozent Afroamerikanern, 0,32 Prozent amerikanischen Ureinwohnern, 0,21 Prozent Asiaten, 0,02 Prozent Bewohnern aus dem pazifischen Inselraum und 1,43 Prozent aus anderen ethnischen Gruppen; 0,98 Prozent stammten von zwei oder mehr Ethnien ab. 2,29 Prozent der Bevölkerung waren spanischer oder lateinamerikanischer Abstammung.
Von den 15.944 Haushalten hatten 28,4 Prozent Kinder und Jugendliche unter 18 Jahre, die bei ihnen lebten. 61,7 Prozent waren verheiratete, zusammenlebende Paare, 8,9 Prozent waren allein erziehende Mütter und 26,0 Prozent waren keine Familien. 22,8 Prozent waren Singlehaushalte und in 10,1 Prozent lebten Personen im Alter von 65 Jahren oder darüber. Die Durchschnittshaushaltsgröße betrug 2,42 und die durchschnittliche Haushaltsgröße betrug 2,82 Personen.
21,9 Prozent der Bevölkerung waren unter 18 Jahre alt, 6,7 Prozent zwischen 18 und 24, 27,5 Prozent zwischen 25 und 44, 27,7 Prozent zwischen 45 und 64 und 16,2 Prozent waren älter als 65. Das Durchschnittsalter betrug 41 Jahre. Auf 100 weibliche Personen kamen statistisch 95,1 männliche Personen und auf 100 Frauen im Alter von 18 Jahren und darüber kamen 92,1 Männer.
Das jährliche Durchschnittseinkommen eines Haushalts betrug 40.401 USD, das Durchschnittseinkommen der Familien betrug 46.517 USD. Männer hatten ein Durchschnittseinkommen von 33.567 USD, Frauen 23.164 USD. Das Prokopfeinkommen betrug 21.061 USD. 6,9 Prozent der Familien und 10,0 Prozent der Einwohner lebten unterhalb der Armutsgrenze.

## Städte und Gemeinden
| - Dixie Lee Junction - Greenback - Lenoir City - Loudon | - Morganton - Philadelphia - Tellico Village |